# Scytodes aharonii
Scytodes aharonii är en spindelart som beskrevs av Embrik Strand 1914. Scytodes aharonii ingår i släktet Scytodes och familjen spottspindlar.
Artens utbredningsområde är Israel. Inga underarter finns listade i Catalogue of Life.